# Resolutie 474 Veiligheidsraad Verenigde Naties
Resolutie 474 van de Veiligheidsraad van de Verenigde Naties werd op 17 juni 1980 aangenomen. Dat gebeurde met twaalf stemmen voor, geen stem tegen en twee onthoudingen van de Duitse Democratische Republiek en de Sovjet-Unie. China nam niet deel aan de stemming. De resolutie verlengde de UNIFIL-vredesmacht in Zuidelijk Libanon met een half jaar.

## Achtergrond
Veel Palestijnse vluchtelingen zaten in vluchtelingenkampen in Libanon. Vanhieruit viel de Palestijnse Bevrijdingsorganisatie (PLO) het in het zuiden aangrenzende Israël aan. Dat reageerde met tegenaanvallen in het zuiden van Libanon. De VN-Veiligheidsraad had Israël in resolutie 279 al gevraagd om de soevereiniteit van Libanon te respecteren.
Op 11 maart 1978 kaapten Palestijnse terroristen een lijnbus in Israël, waarbij uiteindelijk 38 burgers omkwamen. Een paar dagen later viel het Israëlisch leger het zuiden van Libanon binnen en bezette gedurende een week het gebied tot aan de rivier Litani. De bedoeling was om de PLO-strijders weg te duwen van de grens.
De Verenigde Naties eisten dat Israël zich terugtrok en zetten de tijdelijke VN-macht UNIFIL op in de streek. Die moest erop toezien dat Israël zijn troepen daadwerkelijk terugtrok en er de vrede handhaven totdat de Libanese overheid haar gezag opnieuw kon doen gelden. Anno 2021 was de vredesmacht nog steeds ter plaatse.

## Inhoud
De Veiligheidsraad:
- Herinnert aan de resoluties 425, 426, 427, 434, 444, 450, 459 en 467 en de verklaringen van zijn voorzitter.
- Heeft het rapport van secretaris-generaal Kurt Waldheim over de interim-VN-macht in Libanon bestudeerd.
- Handelt op vraag van Libanon en neemt bezorgd nota van diens brieven.
- Is overtuigd van de ernstige gevolgen van de huidige situatie voor de vrede en veiligheid in het Midden-Oosten.
- Herbevestigt zijn oproep tot respect voor de territoriale integriteit, eenheid, soevereiniteit en onafhankelijkheid van Libanon binnen diens internationaal erkende grenzen.
- Heeft eerbied voor de prestaties van de macht, maar is bezorgd over de obstakels, bewegingsvrijheid en bedreiging van de macht.

1. Besluit het mandaat van de interim-VN-macht met zes maanden te verlengen, tot 19 december 1980, en herhaalt zijn vastberadenheid om het mandaat volledig uit te voeren.
2. Neemt nota van het rapport van de secretaris-generaal en steunt de conclusies en aanbevelingen erin.
3. Veroordeelt alle acties en geweld tegen de VN-macht.
4. Bemerkt de door de Secretaris-Generaal ondernomen stappen om de Israëlisch-Libanese Gemengde Wapenstilstandscommissie bijeen te brengen en vraagt alle betrokkenen hem te steunen.
5. Bemerkt de inspanningen van de lidstaten, in het bijzonder die die troepen bijdragen, om de macht te steunen en vraagt allen die kunnen hun invloed uit te oefenen zodat die haar mandaat kan uitvoeren.
6. Herbevestigt de vastberadenheid om resolutie 425 uit te voeren.
7. Besluit om op de hoogte te blijven.

Lijst ·  462 ·  463 ·  464 ·  465 ·  466 ·  467 ·  468 ·  469 ·  470 ·  471 ·  472 ·  473 ·  474 ·  475 ·  476 ·  477 ·  478 ·  479 ·  480 ·  481 ·  482 ·  483 ·  484